# Cimitero di guerra di Ponte Olivo
Il cimitero di guerra di Ponte Olivo sorgeva accanto all'aeroporto militare in contrada Ponte Olivo, lungo la odierna SS 117 bis. Fu costruito nel 1943 a seguito della Battaglia di Gela (1943) durante lo Sbarco in Sicilia e distrutto nel 1947.

## Storia

### La costruzione
Il 10 luglio 1943 gli Alleati sbarcarono a Gela; ne seguì una cruenta battaglia con le forze dell'Asse, nella quale gli Americani perdettero 10.000 uomini. Fu necessario quindi costruire un Cimitero di guerra, nel quale furono sepolti 3.090 soldati americani, 500 soldati tedeschi e 3350 italiani; vi furono inoltre inumate 2 tenenti donne e 2 crocerossine.

### Dopo la guerra
Nel 1947 i militari americani seppelliti nel cimitero di  Ponte Olivo furono esumati e trasportati via nave verso gli Stati Uniti; il resto delle salme fu traslato nel cimitero americano di Nettuno.